# Daewoo BF
Daewoo BF — городской автобус с переднемоторной компоновкой, выпускаемый южнокорейской компанией Daewoo c 1977 по 1998 год. Вытеснен с конвейера моделью Daewoo BM090. В 1982 и 1986 годах автобус прошёл рестайлинг.
Всего выпущено 275 экземпляров.

## Модификации
- Daewoo BF101 (1977—1991)[3].
- Daewoo BF105 (1982—1998).
- Daewoo BF106[4].
- Daewoo BF120.